# Хриневский, Ежи
Ежи Хриневский или Гриневский (пол. Jerzy Hryniewski; 29 декабря 1895 — 15 марта 1978) — польский государственный и политический деятель, премьер-министр правительства Польши в изгнании в 1954 году.

## Биография
Настоящее имя — Миколай Доляновский (пол. Mikołaj Dolanowski), в то время как Ежи Хриневский — это псевдоним, под которым Миколай был известен в подпольной Польской военной организации в годы Первой мировой войны. Позднее псевдоним стал политическим именем. В 1928—1932 годах, в период Санации, занимал пост секретаря проправительственного Беспартийного блока для сотрудничества с правительством, который был близок к Юзефу Пилсудскому. В 1932—1934 годах обладал портфелем министра внутренних дел, был депутатом Сейма. В годы войны и оккупации работал в структурах подпольной Армии крайовой, позднее эмигрировал в Великобританию, где принимал участие в работе Правительства в изгнании. На протяжении нескольких месяцев 1954 года исполнял функции премьер-министра.